# Istithmar World
Die Istithmar World (arabisch für Investment) ist ein Investmentunternehmen mit Sitz in Dubai, gehört vollständig zu Dubai World und gilt als Private-Equity-Arm des Staatsfonds der Vereinigten Arabischen Emirate.
Die Gesellschaft wurde 2003 unter dem Namen Istithmar gegründet, 2008 in Istithmar World umbenannt und ist weltweit mit Investments in unterschiedliche Branchen im Wert von mehreren Milliarden Dollar beteiligt. Dazu zählen neben Financial Services, Handel, Industrie und Immobilien auch die Akrobaten des kanadischen Cirque du Soleil.
2008 wurde die Queen Elizabeth 2 von Istithmar World für 100 Millionen US-Dollar erworben und sollte nach dem Kauf zu einem Luxushotel umgebaut werden. Durch die Finanzkrise wurden diese Pläne jedoch verworfen und die QE2 lag im Hafen von Dubai. 2012 kündigte der Investmentfonds einen bescheideneren Ausbau an.
Im Verlauf der Reorganisation der Dubai World, die Ende 2009 finanzielle Schwierigkeiten geraten war, wurden einige Beteiligungen der Muttergesellschaft an Isthitmar World übertragen, wie insbesondere die Dubai World Africa, mit überwiegend auf Tourismus konzentrierten Investments.
Seit dem Ausscheiden von David Jackson als CEO Anfang 2010 führt Andy Watson, vormaliger Chief Investment Officer von Nakheel, die Geschäfte.